# El Olimpo: batalla con los gigantes

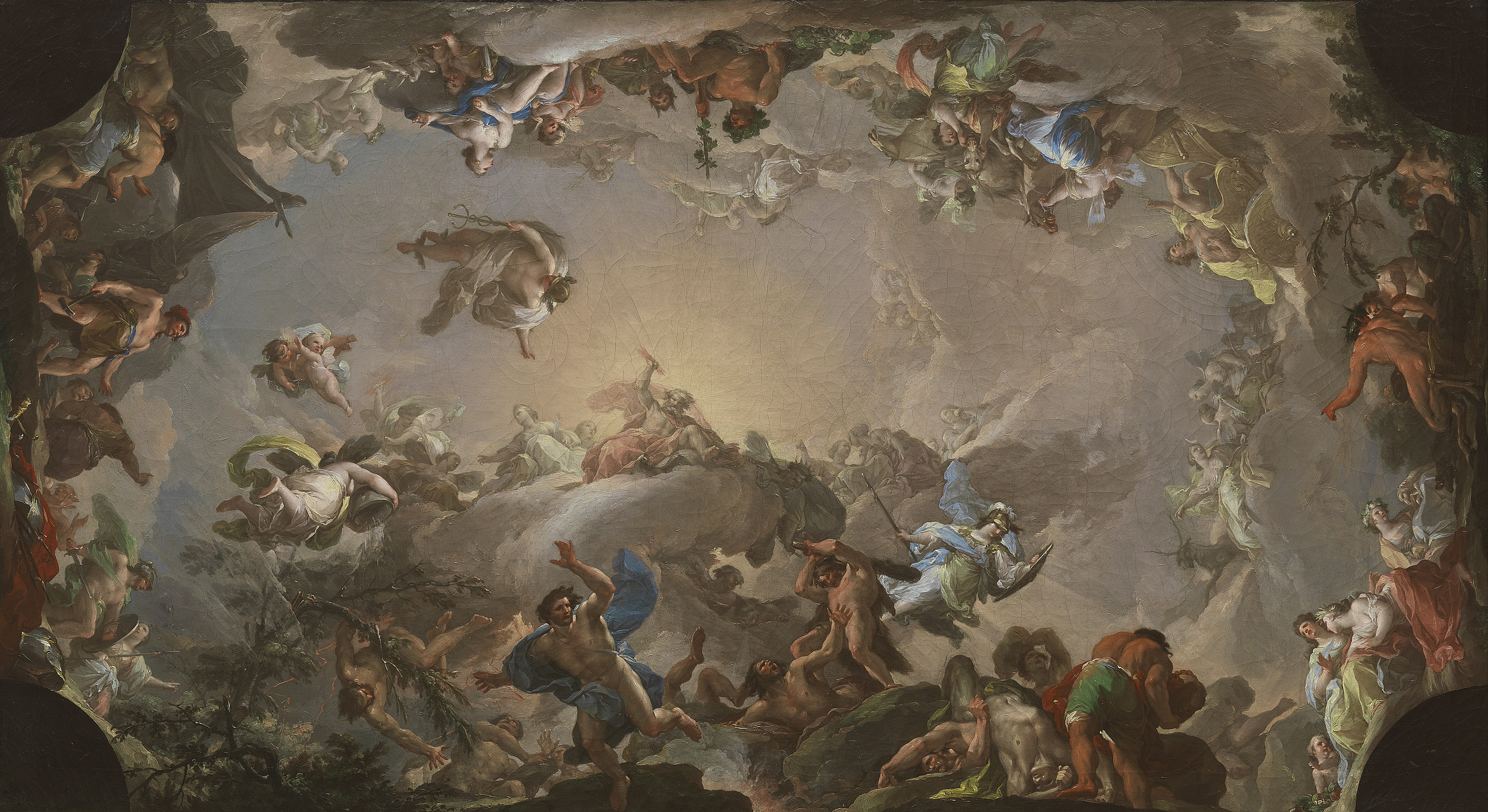
Francisco Bayeu, El Olimpo: batalla con los gigantes (boceto), 1764, Madrid, Museo del Prado.

El boceto para El Olimpo: batalla con los gigantes o La caída de los gigantes es un óleo sobre lienzo de 68 x 123 cm pintado en 1764 por Francisco Bayeu como preparación para el fresco del techo de la antecámara del cuarto de los príncipes de Asturias del Palacio Real de Madrid. Bayeu fue requerido por Antonio Rafael Mengs como Pintor de Corte en 1762, y se le encargó un programa completo de decoración de algunos de los Sitios Reales. El boceto se conserva en el Museo del Prado.
Representa el ataque de los Gigantes al Olimpo, defendido por Júpiter y otros dioses: Marte, Minerva, Eolo, Saturno, Plutón, Rea, Proserpina, Neptuno y el semidiós Hércules. Tifón, caudillo de los gigantes, es abatido por un rayo de Júpiter, cae, y muere. Estos motivos están basados en pasajes de las obras literarias de Homero, Apolodoro, Ovidio y Virgilio.
La obra presenta influencias estilísticas de la composición y del cromatismo del tardobarroco napolitano de Corrado Giaquinto; y un riguroso tratamiento anatómico y agrupamientos de personajes inspirados por el neoclasicismo de Antonio Mengs.

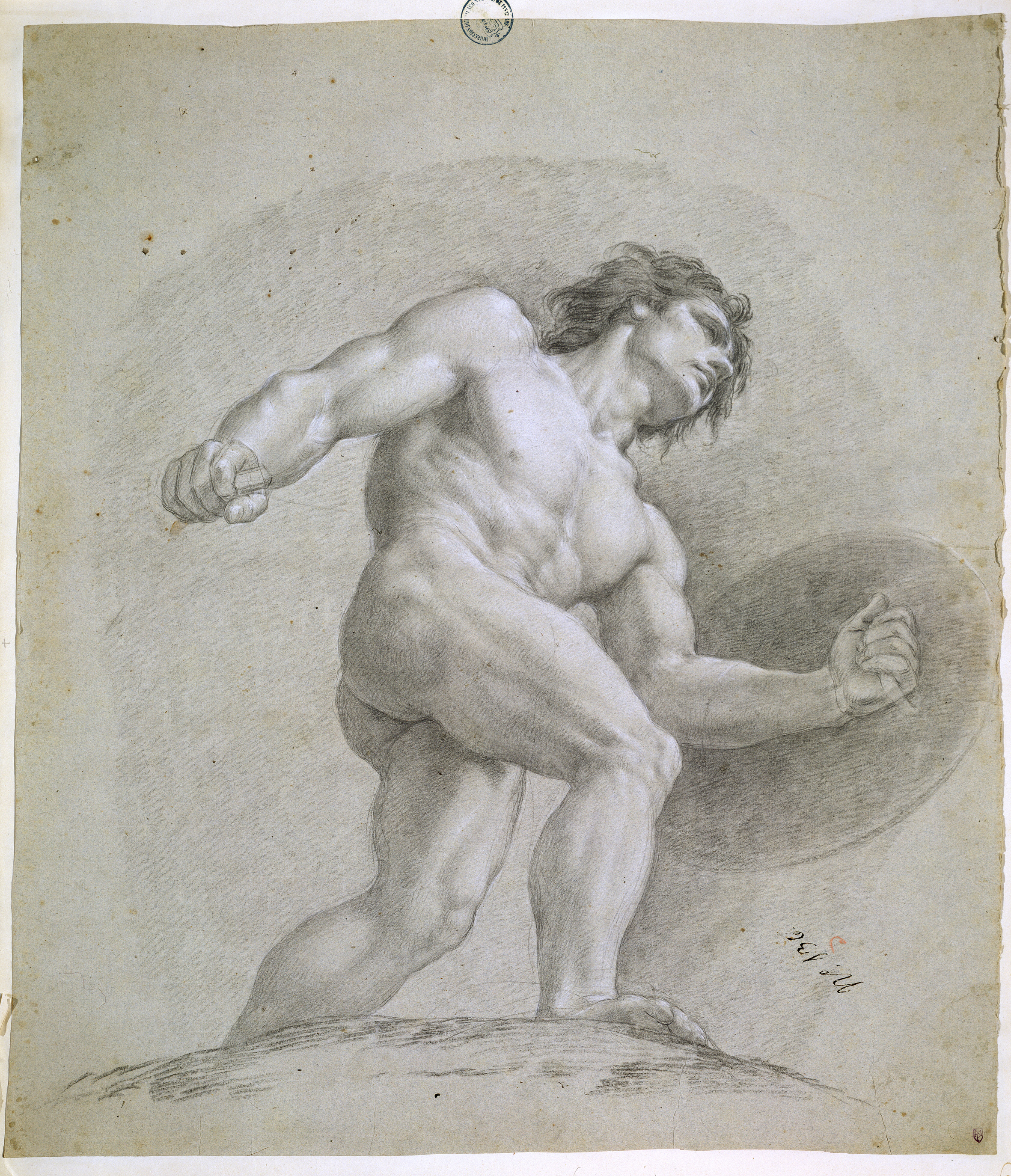
Dibujo preparatorio de Marte, dios de la guerra, para La caída de los gigantes. Gabinete de Dibujos, Estampas y Fotografías del Museo del Prado.

Esta gran obra mural pertenece a un conjunto de ciclos pictóricos que Mengs había delegado en el pintor aragonés para decorar el Palacio Real de Madrid, según un programa establecido por el ilustrado benedictino Martín Sarmiento, que debía exaltar a la Monarquía Hispánica. Bayeu pintó en primer lugar (1763) una Rendición de Granada para el techo del comedor de la reina. En 1764 se le encomienda pintar la primera antecámara del cuarto de los príncipes de Asturias, que era el comedor cotidiano, con La caída de los gigantes. En 1768 emprenderá el fresco del techo de la sala de conversación o salón de los espejos, con el tema de La apoteosis de Hércules. Dado el éxito de estas obras, las más importantes que Bayeu había acometido en su carrera, Carlos III subió su sueldo en seis mil reales. Tres años más tarde termina una cuarta techumbre del Palacio Real: La Providencia presidiendo las virtudes y facultades del hombre. Tras un receso, en 1786 pinta dos salas de la Biblioteca Real, con La ciencia hermana de la Prudencia y Apolo protegiendo las ciencias y las artes, para culminar con el fresco del cabinet de toilette con Las órdenes de la monarquía española.